# معاهدة باريس (1814)
أنهت معاهدة باريس، التي تم توقيعها في 30 مايو 1814، الحرب بين فرنسا والتحالف السادس، وهي الحرب التي كانت جزءًا من الحروب النابليونية، بعد الهدنة التي وُقعت في 23 مايو بين شارل، كونت الأرتواز، والحلفاء. فقد وطدت هذه المعاهدة السلام بين فرنسا والمملكة المتحدة وروسيا والنمسا وبروسيا، وهي التي وضحتفي مارس هدفهم المشترك للحرب في شومو، والتي وقعت عليها أيضًا دولتا البرتغال والسويد. كما وقعت عليها إسبانيا في وقت لاحق في يوليو. وكانت محادثات السلام قد بدأت في 9 مايو بين تاليران، الذي تفاوض من أجل ملكبوربون لويس الثامن عشر ملك فرنسا، وحلفاء شومو، الذين وافقوا على إجبار فرنسا على الرجوع إلى حدودها لعام 1792 واستعادة استقلال جيرانها بعد هزيمة نابليون بونابرت الأول. لم توقع الأطراف المتحالفة على الوثيقة المشتركة، ولكن بدلاً من ذلك أنهت المعاهدات المنفصلة مع فرنسا مما سمح بإدخال تعديلات محددة.
بالإضافة للتخلي عن أعمال القتال، قدمت المعاهدة مسودة للاتفاق النهائي، الذي كان من المقرر أن ينتهي، وفقًا للمادة 32، في غضون الشهرين التاليين في مؤتمر تشارك فيه جميع الأطراف المتحاربة في حروب نابليون. وقد أدى هذا الشرط إلى عقد مؤتمر فيينا، بين سبتمبر 1814 ويونيو 1815. وكانت الشروط الأولية المتفق عليها بالفعل في باريس مناسبة لفرنسا كي لا تقلق من إعادة تنصيب ملك بوربون العائد: تم التأكيد على حدود فرنسا المتفق عليها في الأول من يونيو 1792، وبالإضافة لذلك، سُمح لها بالاحتفاظ بـساربروكن وسارلويس ولانداو ومقاطعة مونتبيليه وجزء من سفويا مع آنسي وتشامبيري وأيضًا أفينيون والأرض البابوية المحيطة بأفينيون التي عرفت قديمًا بـكومتات فينيسين (Comtat Venaissin) وحديثًا بـ (بروفنس ألب كوت دازور) كما سمحت لها بالاحتفاظ بالتحف التي حصلت عليها أثناء الحرب، بينما من ناحية أخرى كان عليها أن تتنازل عن عدة مستعمرات.
من أجل تمييز هذه الاتفاقية عن المعاهدة الثانية لباريس، التي انتهت في 20 نوفمبر 1815 باعتبارها واحدة من المعاهدات التي أصلحت فيينا، يشار في بعض الأحيان إلى معاهدة 30 مايو 1814 على أنها السلام الأول لباريس.

## شروط المعاهدة
أعادت المعاهدة تخصيص العديد من الأراضي بين بلدان متعددة. أبرزها، احتفظت فرنسا بجميع أراضيها التي تملكها اعتبارًا من الأول من يناير 1792، كما أنها أعادت العديد من الأراضي المفقودة إلى بريطانيا خلال الحرب. وشمل ذلك جوادلوب، التي تنازلت عنها بريطانيا للسويد عندما انضمت لقوات التحالف. وفي المقابل، حصلت السويد على تعويض يبلغ 24 مليون فرنك وأدت هذه الأموال إلى إنشاء صندوق جوادلوب. وكانت الاستثناءات الوحيدة لهذه التنازلات هي جزر توباغو وسانت لوسيا وسيشيل وموريشيوس. كما أعادت المعاهدة إلى إسبانيا أرض سان دومنجو التي كانت قد انتقلت إلى فرنسا بموجب معاهدة بازل عام 1804. وقد اعترفت هذه المعاهدة الضمنية بالسيادة الفرنسية على أرض سان دومنجو، التي أعلنتها ديسالين أرض مستقلة باسم هايتي. ولم تعترف فرنسا باستقلال هايتي إلا عام 1838.
أعادت المعاهدة أيضًا ملكية بوربون في فرنسا، في شخص الملك لويس الثامن عشر.
سعت المعاهدة أيضًا إلى إلغاء تجارة الرقيق بفرنسا، ولكن ليس العبودية، على مدى فترة خمس سنوات، واعترفت رسميًا باستقلال سويسرا.

## التأثير والنتائج المترتبة
كانت عدة قوى لا تزال تخشى إعادة إعلان القوة الفرنسية، على الرغم من النوايا السلمية للمعاهدة. ومع وضع ذلك في الحسبان، عززت الأقاليم من نفسها من أجل حماية أراضيها. تم إنشاء بيت أورانج، الذي وحد بلجيكا وهولندا، لتقوية البلدين المذكورتين مسبقًا في حالة وقوع هجوم فرنسي. وقد وحد نابليون العديد من الولايات الألمانية، وظلت هذه الولايات على هذا الوضع، في حين حصلت بروسيا على أراضي في ألمانيا الغربية بالقرب من الحدود مع فرنسا. في إيطاليا، تم الاعتراف بالعديد من الكيانات السياسية المختلفة، كما تم الاعتراف رسميًا باستقلال سويسرا.